# Elly Beinhorn

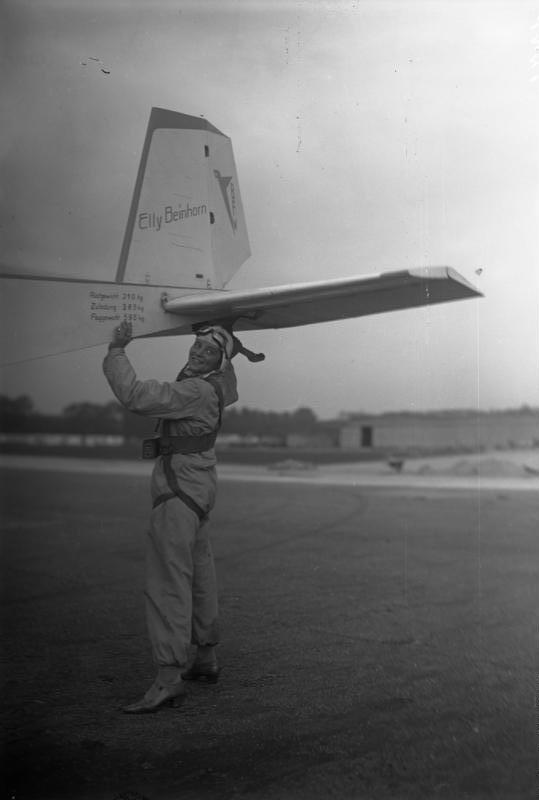
Elly Beinhorn

Elly Beinhorn-Rosemeyer, född 30 maj 1907 i Hannover, död 28 november 2007 i Ottobrunn, var en tysk flygpionjär.

## Biografi
Elly Beinhorn kom i kontakt med flyg via en föreläsning av den berömda flygaren Hermann Köhl; detta sägs vara den utlösande faktorn i hennes flygintresse.
När hon fyllde 21 år flyttade hon mot sina föräldrars vilja till Spandau i västra Berlin för att lära sig flyga vid flygskolan Berlin-Staaken. 1929 tog hon sitt flygcertifikat som amatör och kompletterade sedan detta med flygcertifikat för stuntflygning. För att fortsätta finansiera sitt flygande deltog hon i flyguppvisningar.

## Långdistansflygning
1931 flög hon sin första långdistansflygning som ensam pilot till Afrika, en flygning som slutade med en nödlandning i Sahara på hemvägen men hon lyckades efter hjälp av Tuareger återvända till Europa. Efter detta begav hon sig på en flygning till Sydney i Australien. När hon landade där med sitt Klemmflygplan 24 mars 1931 blev hon den andra kvinnan som flugit från Europa till Australien efter Amy Johnson. Hon fortsatte sedan sin färd vidare till Sydamerika, genom att via fartyg med ett nedmonterad flygplan i lasten ta sig via Nya Zeeland till Panama. Sen flög hon med sitt flygplan från Panama till Buenos Aires via Cordilleras.

## Utmärkelser och sponsring
När hon återvände till Tyskland tilldelades hon Hindenburg-pokalen och 10 000 riksmark för sin flygprestation och blev tack vare detta sponsrad av den tyska flygindustrin. För Messerschmitts räkning fick hon flyga det nya reseflygplanet Bf 108. Hon gav flygplanet smeknamnet Taifun som senare anammades av fabriken som namn på flygplanstypen. I detta flygplan flög hon 1935 till Bosporen och tillbaka till Berlin inom loppet av 13,5 timmar. Hon försörjde sig även genom att hålla föreläsningar om sina flygningar.
Under sina långflygningar i USA lärde hon även känna Amelia Earhart och var med och finansiera utgivningen av ett minnesfrimärke för att hedra Earharts minne.

## Bernd Rosemeyer
1935 blev hon ombedd att vara med i prisutdelningen under en Grand Prix-tävling i motorsport på Masaryk Circuit utanför Brno i Tjeckoslovakien. Där träffade hon vinnaren Bernd Rosemeyer och den 13 juli 1936 gifte de sig. Eftersom makarna var kända och populära ansåg Heinrich Himmler att de borde stödja den nazistiska rörelsen. Rosemeyer tvingades att ansöka om medlemskap i SS men paret var kritiska till nazisternas framfart. Paret fick en son i november 1937 men tio veckor efter sonens födelse omkom Rosemeyer under ett rekordförsök med en Auto Union-tävlingsbil.

## Världskrig och efterkrigstid
Elly Beinhorn gifte om sig 1941 med Karl Wittman och paret fick dottern Stephanie. Vid andra världskrigets slut ansökte hon om förnyad flyglicens i Schweiz 1951 och fick det beviljat. Under 50-talet arbetade hon som flygande journalist och författare. Hon avslutade sitt flygande när hon var 72 år, då hon lämnade in sin flyglicens efter 5000 flygtimmar.